# Gaucho

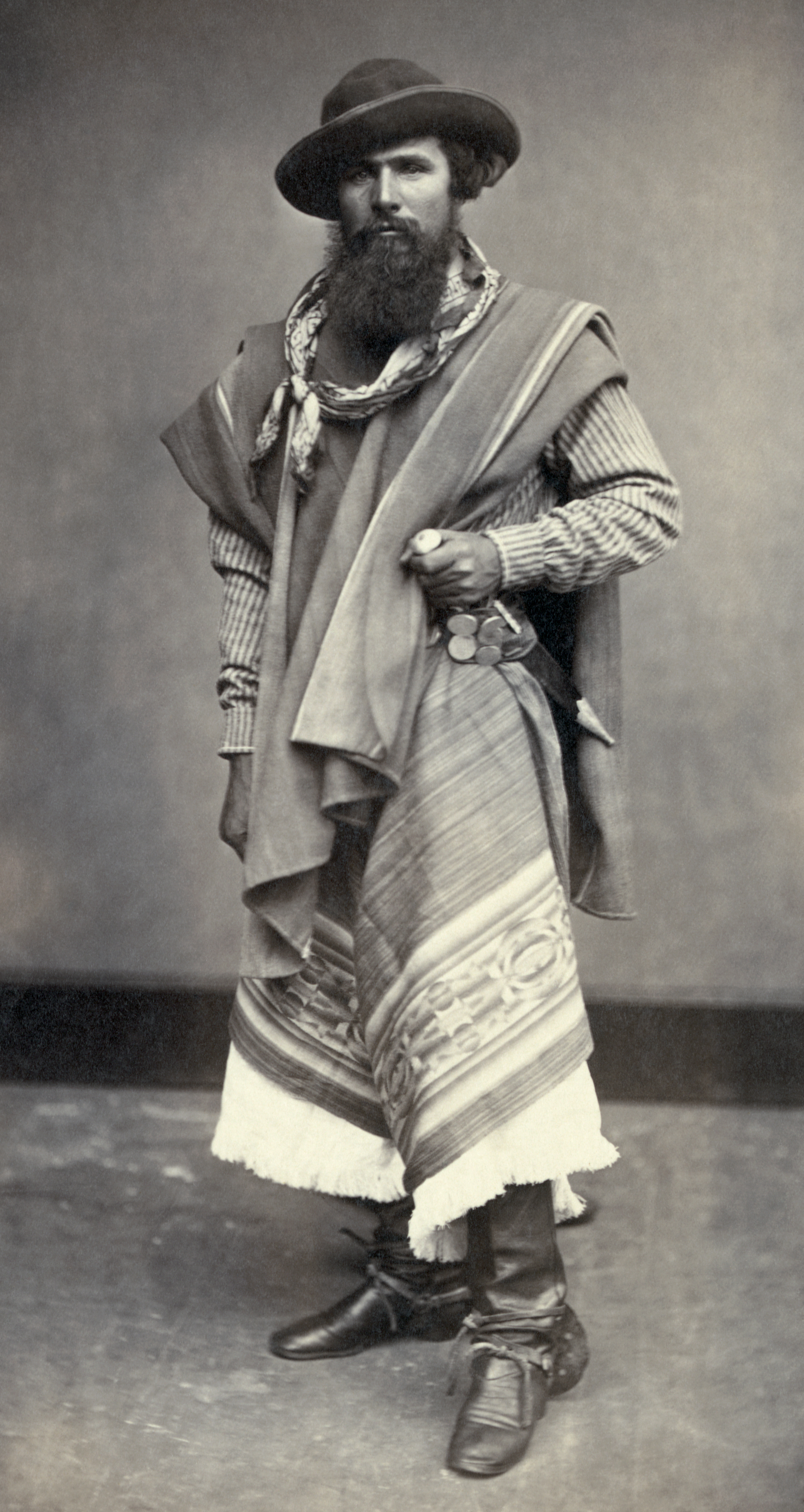
Argentijnse Gaucho
(1868), Eugenio Courret

Gaucho is in Argentinië, Paraguay, Uruguay en in het zuidelijk deel van Brazilië (hier: Gaúcho) de benaming van voornamelijk nakomelingen van Spanjaarden en Indianen, die zich op de pampa's bezighouden met veehoeden.
De beeldvorming rond deze folklore heeft het plaatje van de Zuid-Amerikaanse gaucho's net zo geromantiseerd als dat van de Noord-Amerikaanse cowboys. Tot de belangrijkste economische successen van de gaucho's behoren het rundleer en later het gedroogde vlees.
Tegenwoordig wordt het begrip in de omgangstaal wel gebruikt voor alle Argentijnen.
De bewoners van de zuidelijke Braziliaanse deelstaat Rio Grande do Sul worden in Brazilië Gaúchos genoemd en noemen zichzelf ook zo. Het wordt ook als bijvoeglijk naamwoord gebruikt bijvoorbeeld in 'o Governo Gaúcho' (de Gaúcho regering) waarmee de regering van Rio Grande do Sul wordt aangeduid. Het gaat hier om álle bewoners van de deelstaat, ongeacht hun afstamming (die daar dikwijls Duits en Italiaans is).

## Afbeeldingen

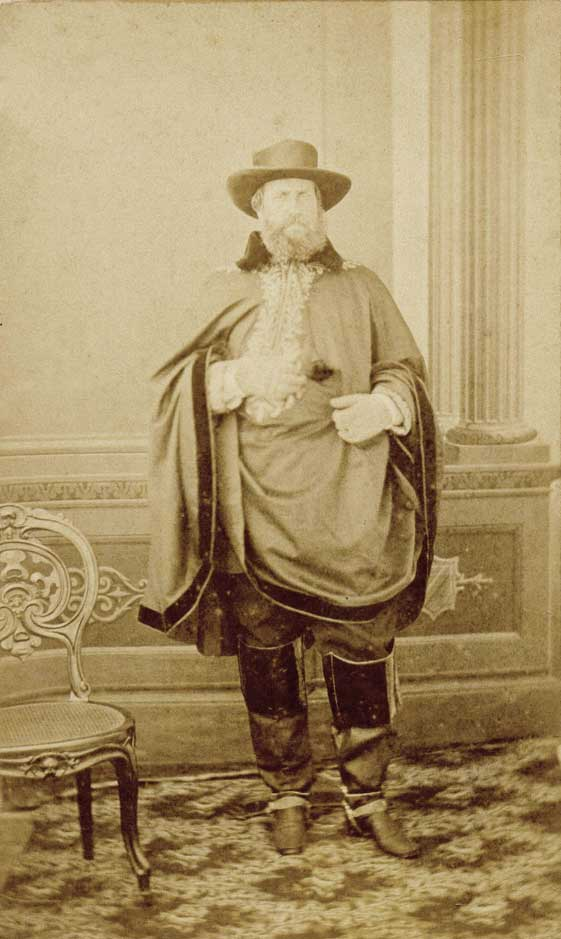
Keizer Peter II van Brazilië gekleed als gaucho (1865), Luigi Terragno
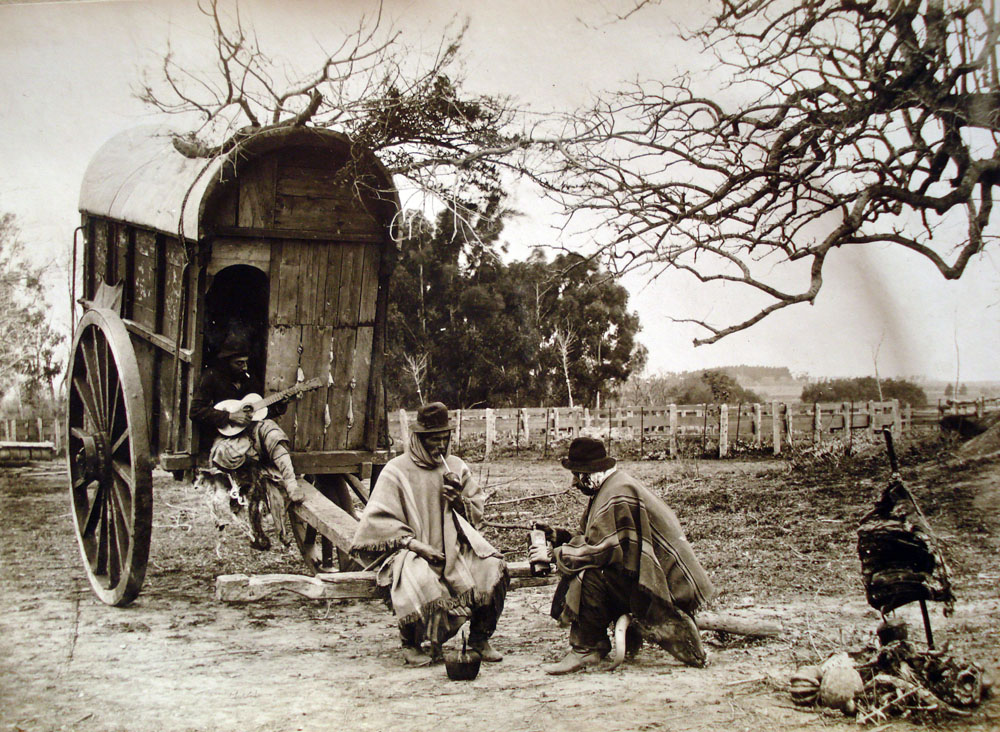
Gauchos drinken maté en spelen gitaar op de pampa
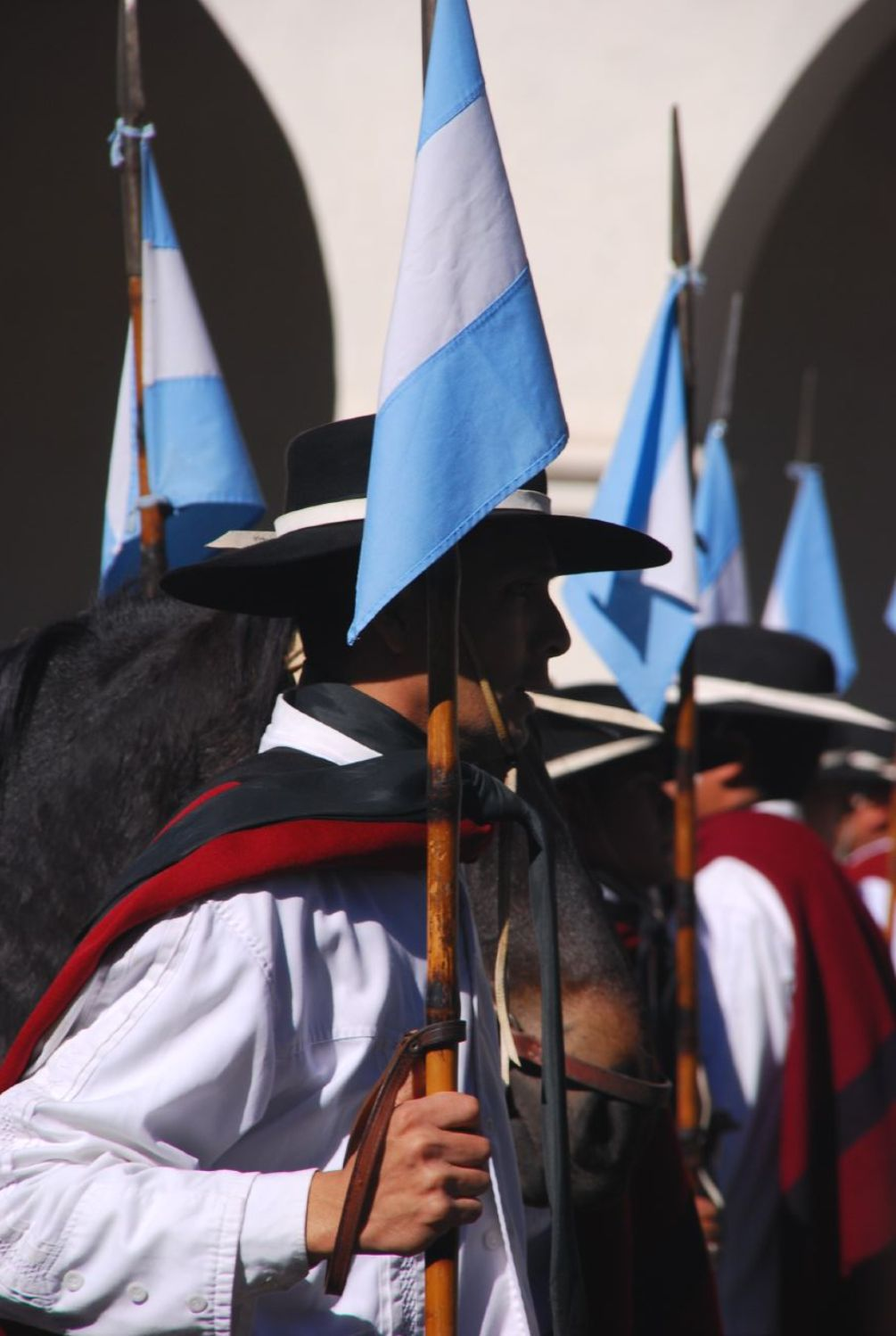
Gaucho's in Argentinië
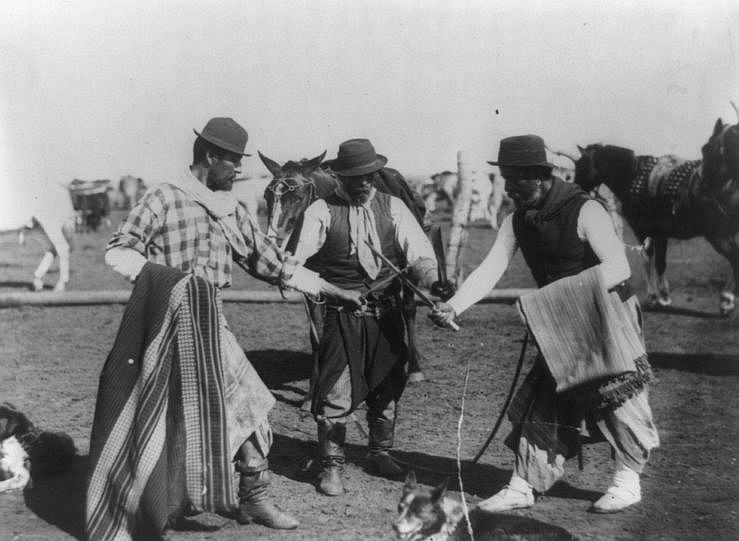
Gaucho's (publicatie tussen 1890 en 1923)
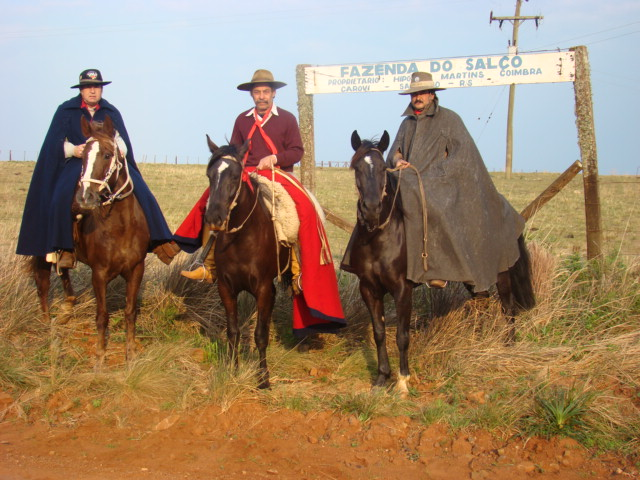
Drie gaucho's te paard